# Velîki Sorociînți, Mirhorod
Velîki Sorociînți (în ucraineană Великі Сорочинці) este localitatea de reședință a comunei Velîki Sorociînți din raionul Mirhorod, regiunea Poltava, Ucraina.

## Demografie
Componența lingvistică a localității Velîki Sorociînți
     Ucraineană (97,98%)
     Rusă (1,95%)
     Alte limbi (0,06%)
Conform recensământului din 2001, majoritatea populației localității Velîki Sorociînți era vorbitoare de ucraineană (97,98%), existând în minoritate și vorbitori de rusă (1,95%).

## Personalități născute aici
- Nikolai Gogol (1809 - 1852), scriitor.